# Daura
Daura è una città della Repubblica Federale della Nigeria appartenente allo stato di Katsina. È il capoluogo dell'omonima area a governo locale (local government area).